# Stenen Molen (Brecht)
De Stenen Molen in de Belgische gemeente Brecht, ook bekend als Bounke-Bounke, is een voormalige windkorenmolen. De beltmolen werd gekruid met een kettingrad dat onder de kap zat. Hij is in 1842 door molenaar Joannes Spruyt-Anthonissen opgericht, en is een beschermd monument sinds 24 mei 1977. De Stenen Molen is de enige overgebleven kettingkruier in Antwerpen, en een van de laatste drie in Vlaanderen. Sinds 2009 herbergt hij een eetgelegenheid. De windvang is ernstig verstoord nadat een villa werd gebouwd vlak achter de molen, net buiten de grenzen van het beschermd landschap. In de vroege morgen van 15 juni 2010 is na brandstichting door onbekenden de molen volledig uitgebrand. De kap en de resterende molenonderdelen zijn verwijderd. In 2012 is de romp aangekocht door een particulier, met het doel de Stenen Molen als windmolen te herstellen.
Ter herinnering aan de oprichting werd het volgende vers in de koningsspil gekerfd:
Verzonnen, begonnen en voleynd

eer 't laatste half jaer

1842

was teneynd
Oorspronkelijk bezat de molen twee koppels molenstenen en een schorssteen. De laatste werd gebruikt om eiken schors te vermalen die bij de kleine leerlooierijen in de Kempense grensstreek werd gebruikt voor het looien van huiden. Bij het malen van schors werd de schorsmolen op de eerste verdieping via een koker vanaf de steenzolder gevoed. Om het malen vlot te laten verlopen zat een schorskrabber op de kuip van de schorsmolen. Door het krabben zorgde hij ervoor dat de schors feilloos liep. De gemalen schors bleef aan elkaar hangen, en werd in grote balen afgetrokken. De gemalen schors werd run genoemd, en de fijne vezels lieten de taan los, tannine of looizuur dus. Toen de vraag naar schors afnam en uiteindelijk wegviel, werden de stenen gebruikt voor het malen van lijnkoeken. Hiertoe werd de koker vervangen door een koekenbreker.
In 1953 legde de vijfde en laatste molenaar, Louis Van Aken, de molen stil. Zijn kinderen herstelden hem en verhuurden hem in 1960 aan een uitbater die er de bar Bounke-Bounke inrichtte. Tegen 1968 was de molen in zeer slechte staat. Het binnenraderwerk was gesloopt en een roede was verwijderd.
De molen werd in 1975 te koop aangeboden. De gemeente Wilrijk was geïnteresseerd. Ondertussen verzocht de gemeente Brecht (die onvoldoende middelen kon vrijmaken om hem zelf aan te komen) het toenmalige Ministerie van Nederlandse Cultuur tot bescherming van de molen en het omliggende landschap. Deze bescherming werd op 24 mei 1977 verleend.
Twee jaar later werd het monument aan een traiteursbedrijf verkocht. Dit zag zijn verzoek tot restauratie en inrichting van een feestzaal echter afgewezen. Vervolgens kwam het monument in handen van een bakker, die evenmin in zijn opzet slaagde. Ondertussen deed de gemeente Brecht verschillende vergeefse pogingen om het monument aan te kopen.
In 2001 werd de molen maalvaardig gemaakt en uitgerust met een windgedreven mosterdmolen en een houtgestookte lemen oven.
Op dinsdag 15 juni 2010 brandde de Stenen Molen volledig uit. Het vuur was ontstaan in de brasserie onder de molen en werd versterkt door de vorm van het gebouw, waardoor een aanzuigeffect ontstond vergelijkbaar met een schoorsteen. Volgens burgemeester Luc Aerts kan opzet niet worden uitgesloten.. Later bleek dat de brand inderdaad was aangestoken.

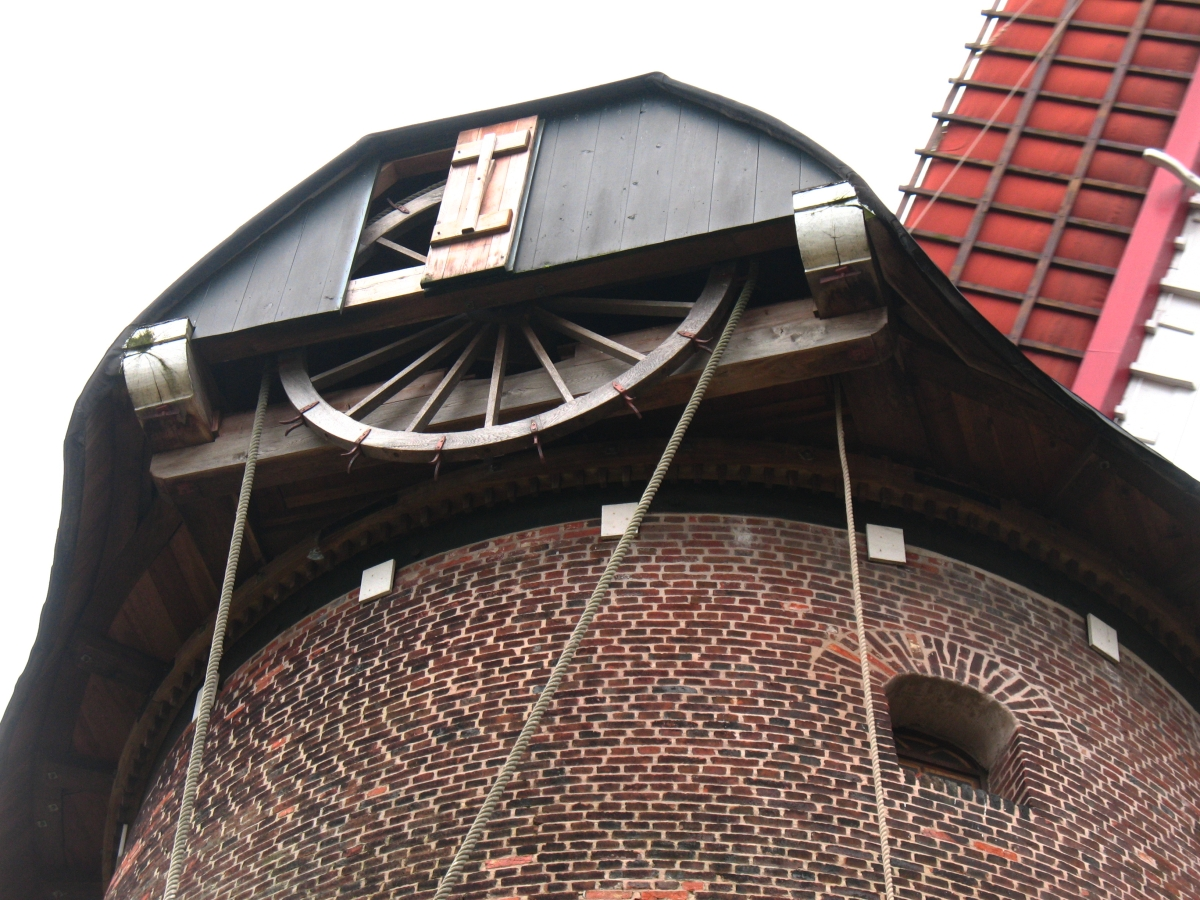
Het kettingrad
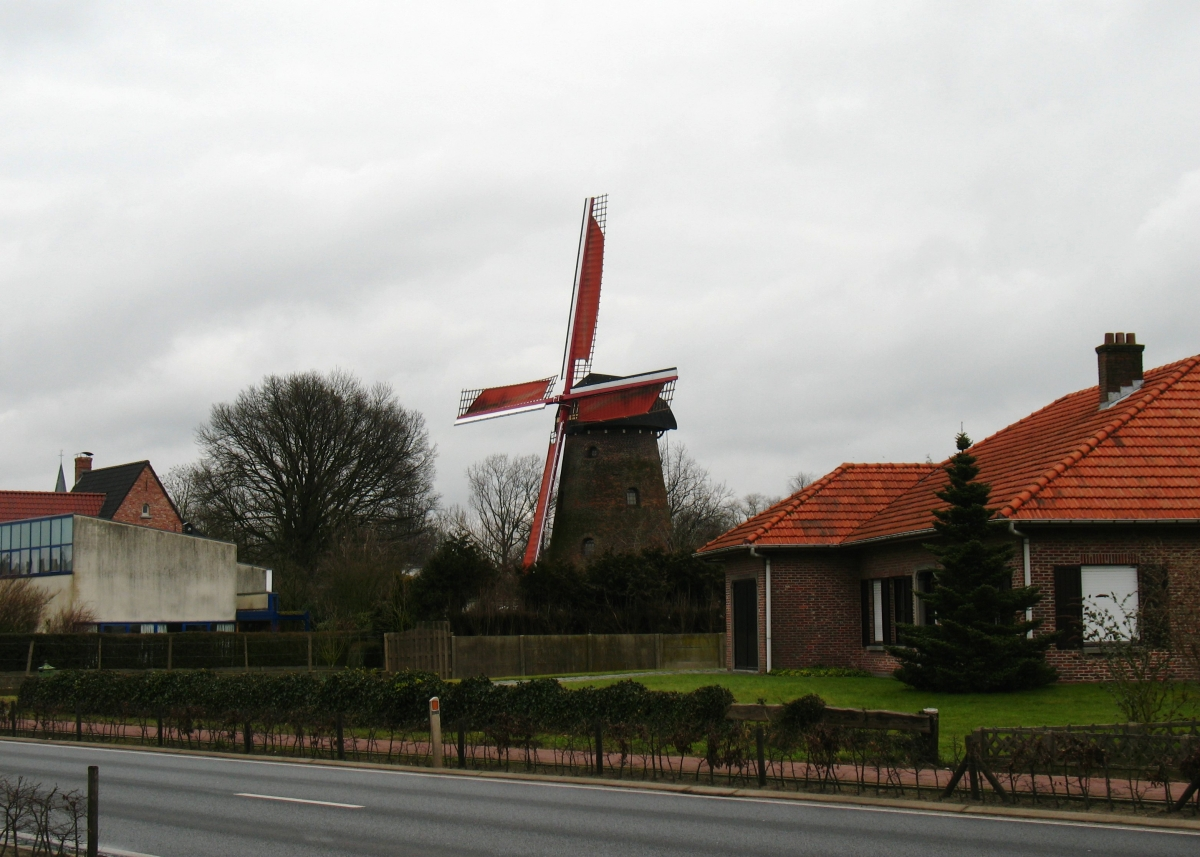
De molen in zijn biotoop

## Restauraties en onderhoud
In 1936 kreeg de molen onder herstelwerkzaamheden een nieuwe klinknagelroede van Verhaeghe uit Ruddervoorde. In 1942, tijdens de Tweede Wereldoorlog werd hij zwaar beschadigd door beschietingen, en pas in 1948 weer hersteld. De volgende restauratie vond plaats in 2001. Hierbij werden de molenbouwkundige werkzaamheden uitgevoerd door Molenbouw De Jongh uit Veldhoven. De molen kreeg hierbij nieuwe, 25m lange, gelaste roeden van Derckx uit Wessem. Tegelijkertijd werd een mosterdmolen ingebouwd en naast de molen werd een houtgestookte lemen oven gebouwd.

## Molenaars en eigenaars
- 1842-1866: Joannes Spruyt-Anthonissen en zijn erven
- 1866: verkocht aan Ludovicus Spruyt (Brecht) en Jozef Van Aken (Antwerpen)
- 1875: verkocht aan Ivo Van Aken
- 1905: geschonken aan Louis Van Aken-Van Aerde, molenaar te Brecht
- 1953: Louis Van Aken legt de molen stil.
- 1960: de molen wordt door de kinderen van Van Aken verhuurd, en de bar Bounke-Bounke wordt er ingericht.
- 1979: molen verkocht aan een traiteursbedrijf uit Brasschaat
- ????: verkocht aan een bakkersbedrijf
- 1988: verkocht aan notaris Luc Rochtus

## Technische gegevens
De molen heeft
- gelaste stalen roeden van 25m, gemaakt door Derckx-Wessem (nrs. 930-931, 2001).
- twee koppels molenstenen, buil en haverpletter en een koppel mosterdstenen
- een kettingrad onder de kap om te kruien

- Inventaris van het Bouwkundig Erfgoed (Vlaanderen): 12856